# Вила-Реал-ди-Санту-Антониу

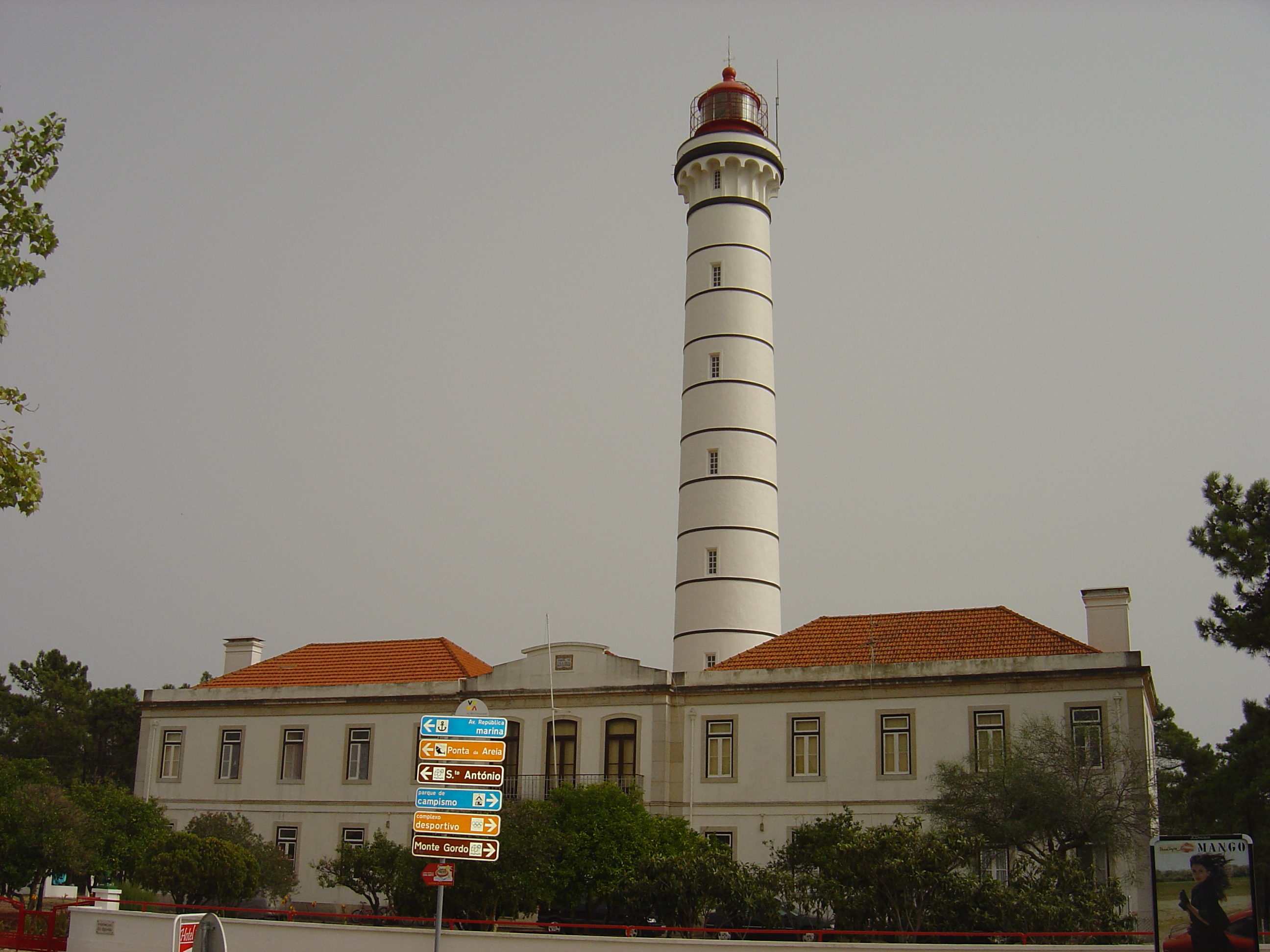
Маяк

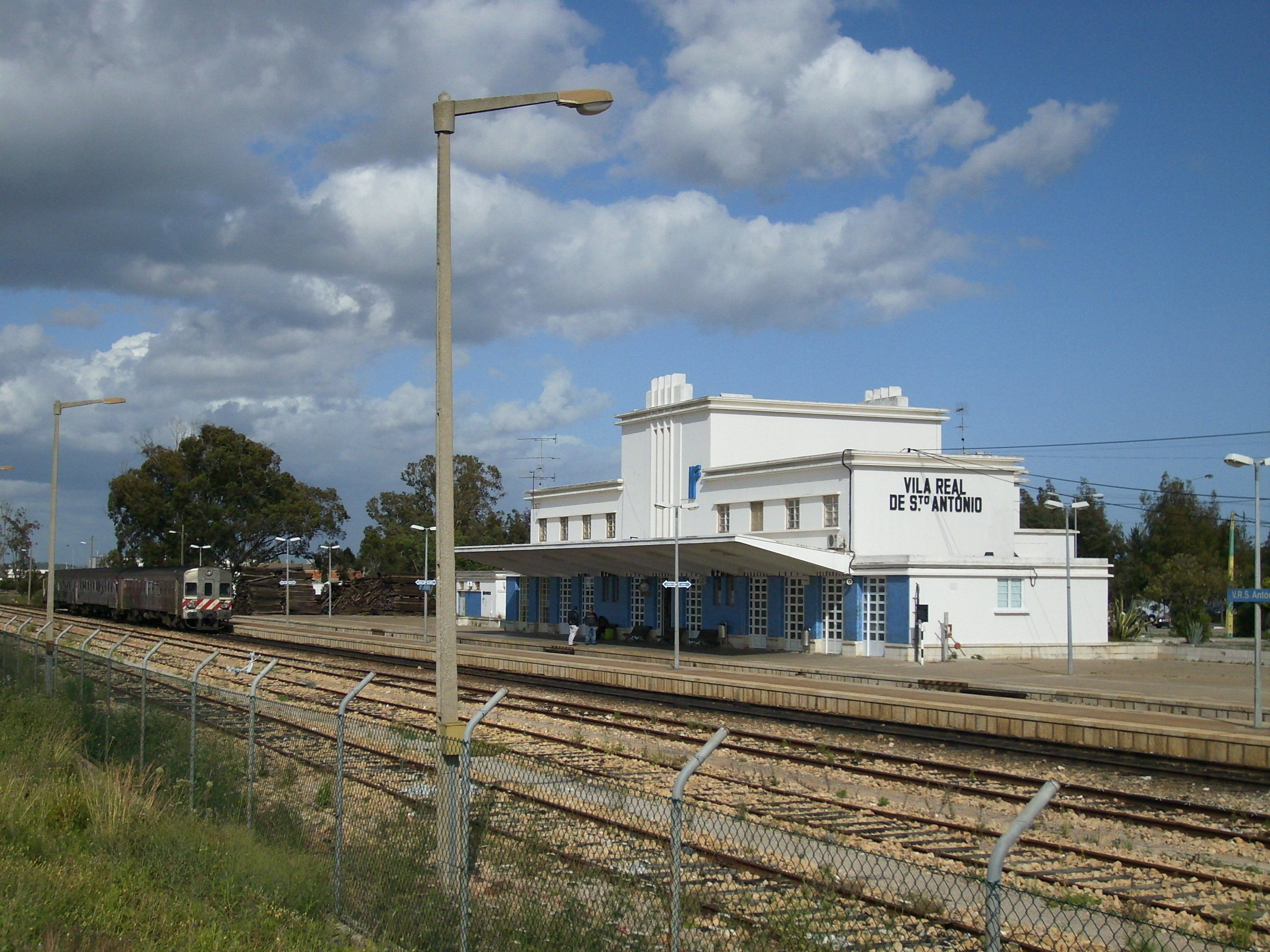
Ж/д станция

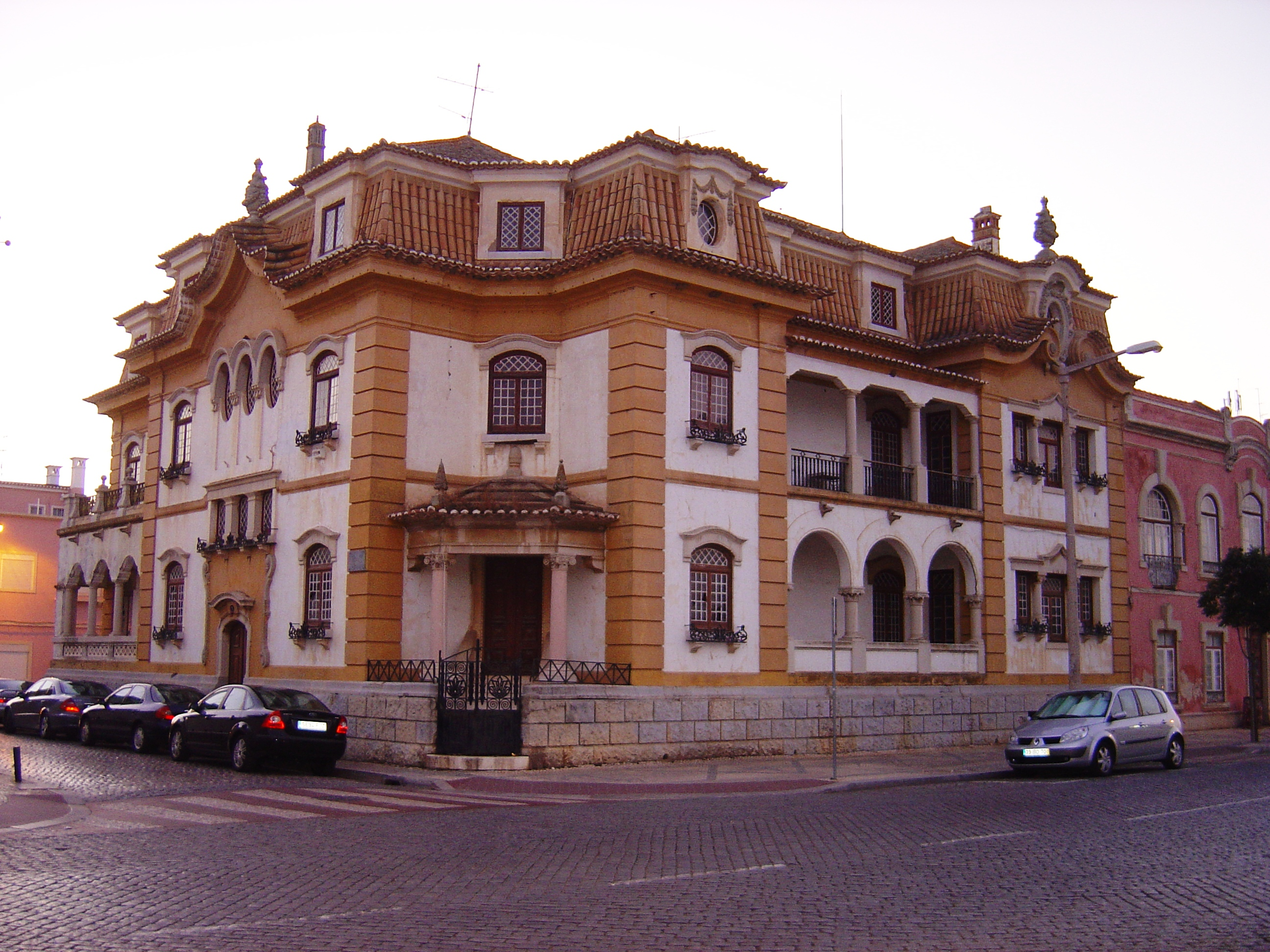
На улицах города

Ви́ла-Реа́л-ди-Са́нту-Анто́ниу (порт. Vila Real de Santo António; ['vilɐ ʁi'aɫ dɨ 'sɐ̃tu ɐ̃'tɔnju]) — город и морской порт на юге Португалии, центр одноимённого муниципалитета округа Фару. Численность населения — 10,5 тыс. жителей (город), 17,9 тыс. жителей (муниципалитет). Город и муниципалитет входит в регион Алгарве и субрегион Алгарве. Входит в состав городской агломерации Большое Алгарве.

## Расположение
Город расположен на берегу реки Гвадиана, близ впадения её в Кадисский залив.
Расстояние до:
- Лиссабон — 228 км,
- Мадрид — 480 км
- Фару — 49 км.
- Бежа — 100 км

Муниципалитет граничит:
- на севере — муниципалитет Каштру-Марин
- на востоке — река Гвадиана и испанская провинция Уэльва
- на юге — Атлантический океан.
- на западе — муниципалитет Тавира

Конечная станция португальских железных дорог. Ходят только региональные поезда сообщением Фару — Вила-Реал-ди-Санту-Антониу, проходящие через всю восточную часть Алгарве. Неподалёку от города — построенный в 90-е гг. автомобильный мост, соединяющий Португалию с Испанией.

## Население
| Население муниципалитета Вила-Реал-ди-Санту-Антониу (1801—2004) | Население муниципалитета Вила-Реал-ди-Санту-Антониу (1801—2004) | Население муниципалитета Вила-Реал-ди-Санту-Антониу (1801—2004) | Население муниципалитета Вила-Реал-ди-Санту-Антониу (1801—2004) | Население муниципалитета Вила-Реал-ди-Санту-Антониу (1801—2004) | Население муниципалитета Вила-Реал-ди-Санту-Антониу (1801—2004) | Население муниципалитета Вила-Реал-ди-Санту-Антониу (1801—2004) | Население муниципалитета Вила-Реал-ди-Санту-Антониу (1801—2004) | Население муниципалитета Вила-Реал-ди-Санту-Антониу (1801—2004) |
| --------------------------------------------------------------- | --------------------------------------------------------------- | --------------------------------------------------------------- | --------------------------------------------------------------- | --------------------------------------------------------------- | --------------------------------------------------------------- | --------------------------------------------------------------- | --------------------------------------------------------------- | --------------------------------------------------------------- |
| 1801                                                            | 1849                                                            | 1900                                                            | 1930                                                            | 1960                                                            | 1981                                                            | 1991                                                            | 2001                                                            | 2004                                                            |
| 2112                                                            | 3953                                                            | 9817                                                            | 12 313                                                          | 14 999                                                          | 16 347                                                          | 14 400                                                          | 17 956                                                          | 18 158                                                          |

## История
Город основан после лиссабонского землетрясения 1755 года. Значительно расширен в 1774 году с использованием тех же архитектурных и строительных технологий, что применялись при восстановлении Лиссабона после землетрясения.
Один из немногих городов Португалии, отстроенных по регулярному плану. В старой части города улицы лучами расходятся от центральной площади маркиза де Помбала, под руководством которого и был построен этот город с целью закрепления за Португалией западного береги реки Гвадиана. Сам город расположен на берегу реки Гвадиана. До возведения в соседнем муниципалитете Каштру-Марин международного моста через реку Гвадиана через город пролегал кратчайший путь в Португалию из Андалусии при помощи парома из испанского города Айямонте. Несмотря на появление моста, через город сохраняется достаточно сильный международный поток пассажиров и грузов.
В 17 веке небольшой городок Санту-Антониу был важным приграничным поселением, в котором процветала коммерческая деятельность и осваивались выгодные районы лова рыбы, зарождалась консервная отрасль. Город был относительно молодым, поскольку до его основания регион был неплотно заселен, а центром существующего муниципалитета был город Касела. На протяжении нескольких столетий единственным крупным городом на границе с Испанией был город Каштру-Марин, а остальные поселения были небольшими и незащищенными. 30 декабря 1773 года, во время правления Жозе I, был издан королевский указ об основании нового города на границе региона Алгарве. Что побудило к такому решению остается неясным, однако есть несколько объяснений к такому повышению населенности региона. В их число входят: увеличение количества населения у границы с Испанией для предотвращения каких-либо внезапных вторжений; усиление контроля за взиманием пошлин на торговлю через границу; обеспечение лучшей обороноспособности региона в случае полномасштабного наступления; легкая заметность нового современного поселения с испанского города Айямонте, способная несколько «позлить» испанцев; стремление перестроить располагавшуюся неподалёку рыбацкую деревню Санту-Антониу-ди-Аренилья и переселить её население. Санту-Антониу-ди-Аренилья была уничтожена цунами, вызванным разрушительным лиссабонским землетрясением 1755 года.
Новое поселение возводилось крайне быстро с использованием последних технологий своего времени (всего за два года) и было закончено в 1776 году. Планировкой города занимался маркиз Помбал, задумавший город в виде прямоугольной сетки улиц в стиле Помбалино, использовавшемуся и при восстановлении Лиссабона. По новаторской технологии блоки зданий изготавливались за городом, а потом перевозились уже к месту их сборки, что позволило организованно и быстро построить новый город. Одними из первых, вдоль реки, были построены здания таможни, в которых также располагались конторы рыбацких союзов и сообществ. Новый город Вила-Реал-ди-Санту-Антониу процветал на волне развития рыбной отрасли, основу которой составляла переработка тунца и сардин.
Новый «королевский город святого Антония» (порт. Vila Real de Santo António) вскоре стал столицей муниципалитета, лишив некогда важный город Касела этого статуса.
В 1886 году город стал первым в регионе Алгарве, где было установлено газовое освещение.

## Достопримечательности
Международный паром через реку Гвадиана связывает Вила-Реал-ди-Санту-Антониу с испанской Андалусией, городом Аямонте.
Неподалёку от основной части города расположен Монте-Гордо, крупный курортный центр со множеством гостиниц, предназначенных в основном для пляжного отдыха. В самом городе гостиниц две, одна из которых («Гвадиана») располагается на набережной неподалёку от паромной пристани. Основные сувениры, привозимые из города — изделия из хлопчатобумажной ткани (полотенца, постельное бельё, детская одежда и т. д.). На центральной площади летом по вечерам проводятся ярмарочные гуляния с выступлением оркестром, работой ремесленников, продажей сувениров. Вдоль набережной Гвадианы — несколько судов-ресторанов, посещение которых также весьма интересно, поскольку вид с этих судов открывается на Испанию.
Интересные места:
- Церковь Успения Богородицы (Iglesia de Nuestra Señora de la Asunción)
- Крепость Касела (Fortaleza de Cacela)

## Районы
| Фрегезии (районы) муниципалитета Вила-Реал-ди-Санту-Антониу | Фрегезии (районы) муниципалитета Вила-Реал-ди-Санту-Антониу | Фрегезии (районы) муниципалитета Вила-Реал-ди-Санту-Антониу | Фрегезии (районы) муниципалитета Вила-Реал-ди-Санту-Антониу | Фрегезии (районы) муниципалитета Вила-Реал-ди-Санту-Антониу | Фрегезии (районы) муниципалитета Вила-Реал-ди-Санту-Антониу | Фрегезии (районы) муниципалитета Вила-Реал-ди-Санту-Антониу |
| ----------------------------------------------------------- | ----------------------------------------------------------- | ----------------------------------------------------------- | ----------------------------------------------------------- | ----------------------------------------------------------- | ----------------------------------------------------------- | ----------------------------------------------------------- |
| №                                                           | Наименование                                                | Оригинальное наименование                                   | Кол-во жителей чел.(2001)                                   | Территория км²                                              | Плотность чел./км²                                          | Почтовый индекс                                             |
| 1                                                           | Вила-Нова-де-Касела                                         | Vila Nova de Cacela                                         | 3462                                                        | 44,46                                                       | 77,87                                                       | 8900-000 VILA NOVA DE CACELA                                |
| 2                                                           | Вила-Реал-ди-Санту-Антониу                                  | Vila Real de Santo António                                  | 10542                                                       | 8,95                                                        | 1177,88                                                     | 8900-000 VILA REAL SANTO ANTONIO                            |
| 3                                                           | Монте-Горду                                                 | Monte Gordo                                                 | 3952                                                        | 4,12                                                        | 959,22                                                      | 8900-000 MONTE GORDO                                        |

## Фотогалерея

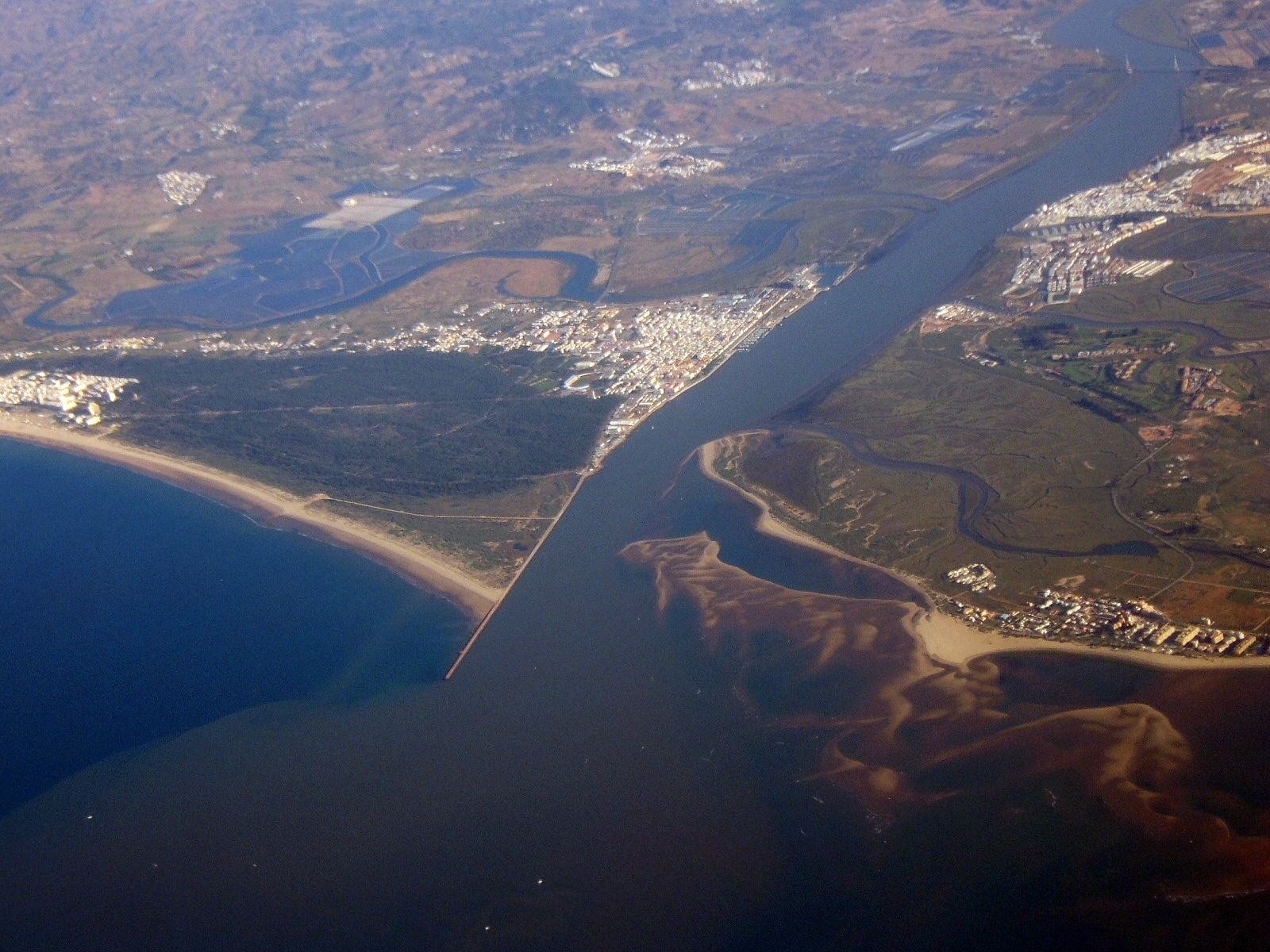
В устье реки Гвардиана.
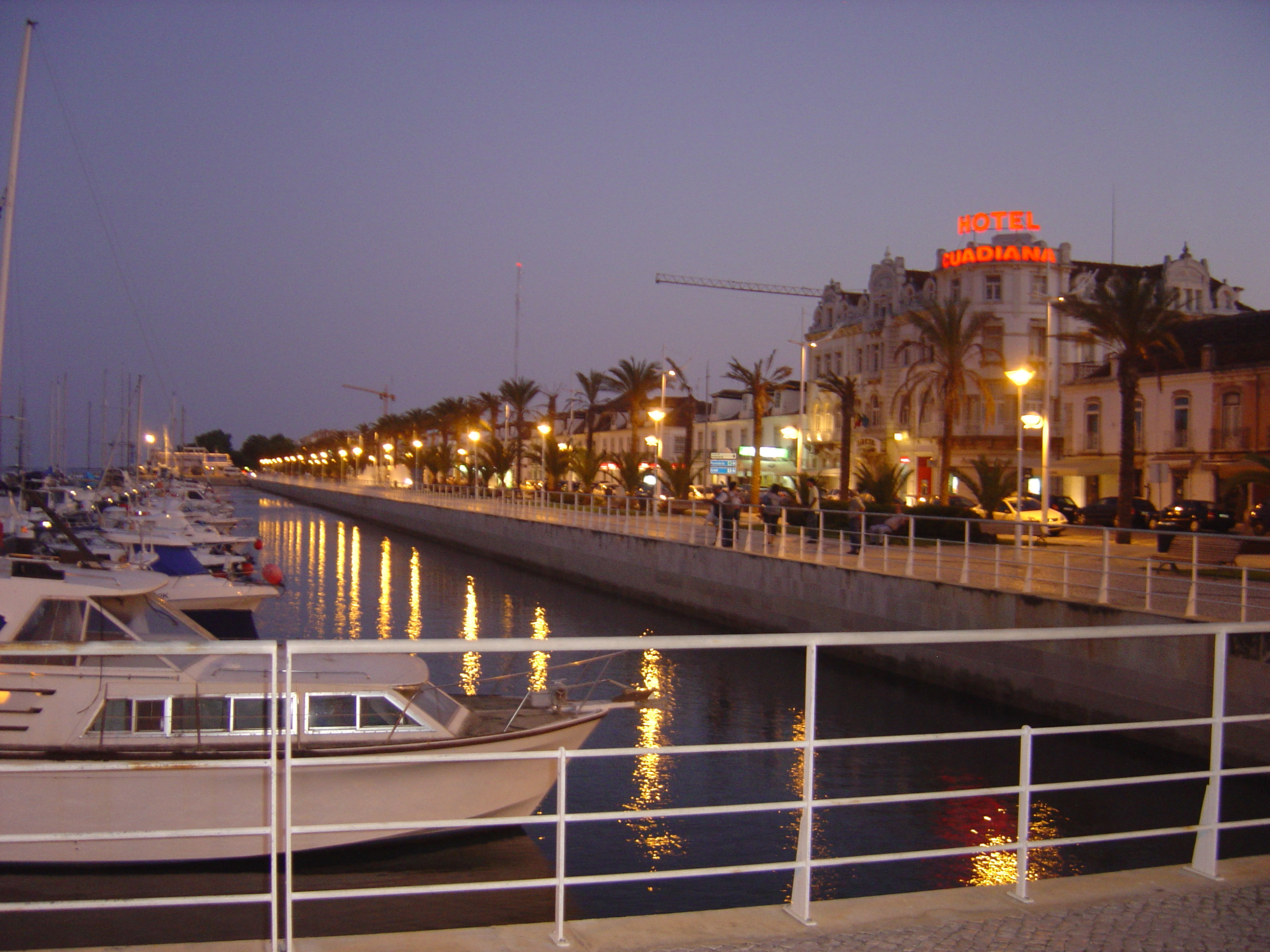
Яхт-клуб в сумерках.
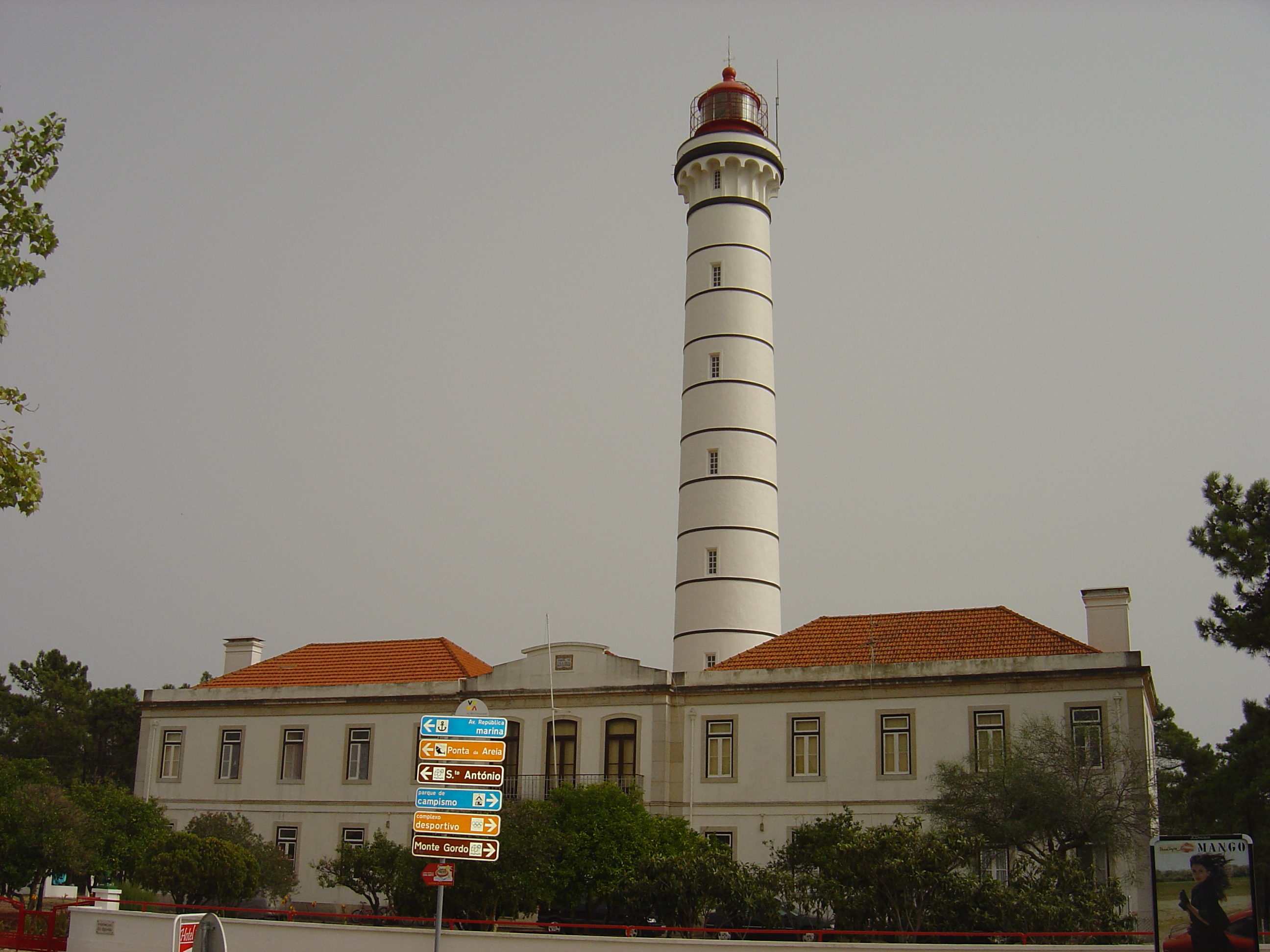
Маяк.
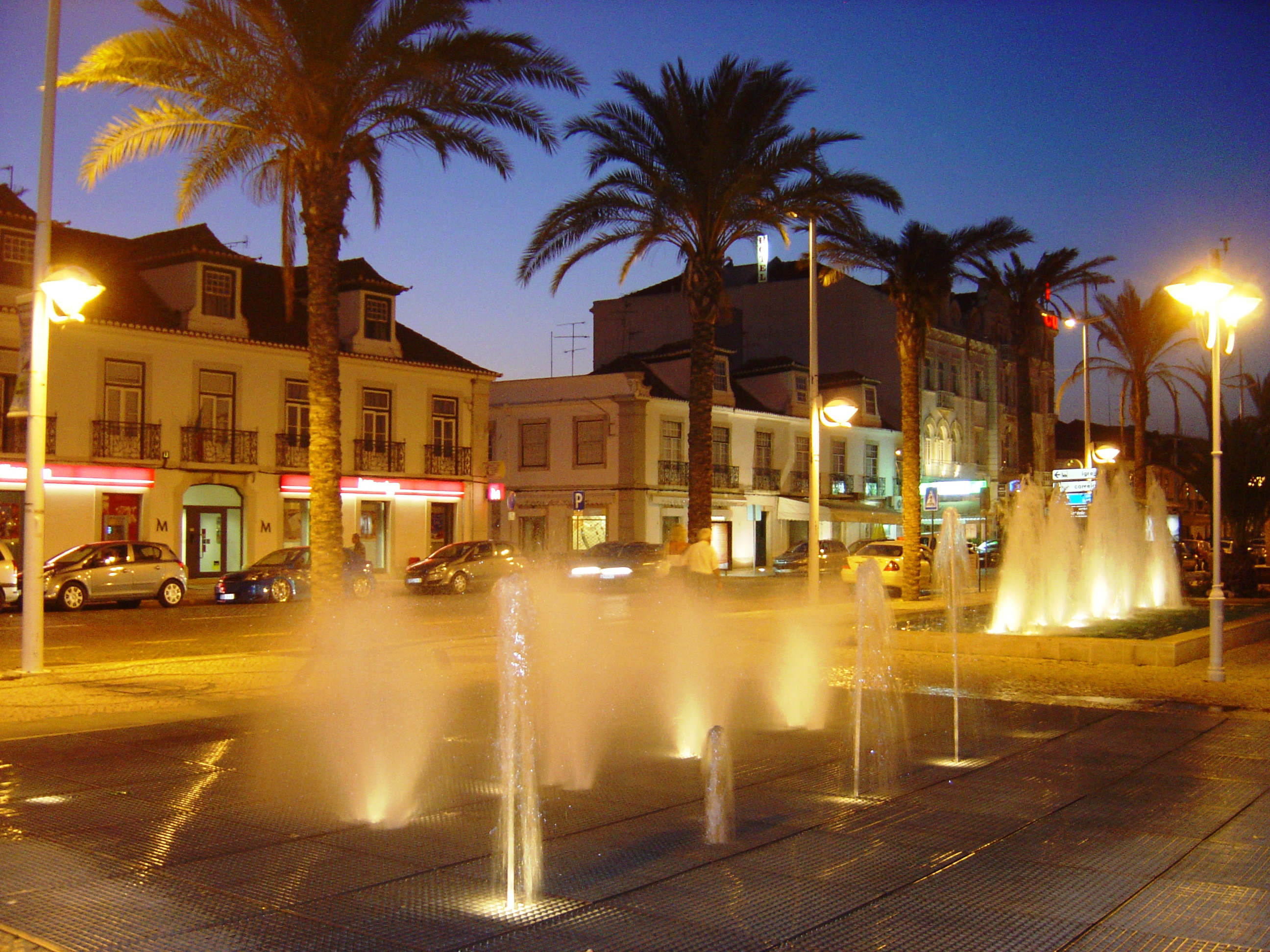
Вечером.
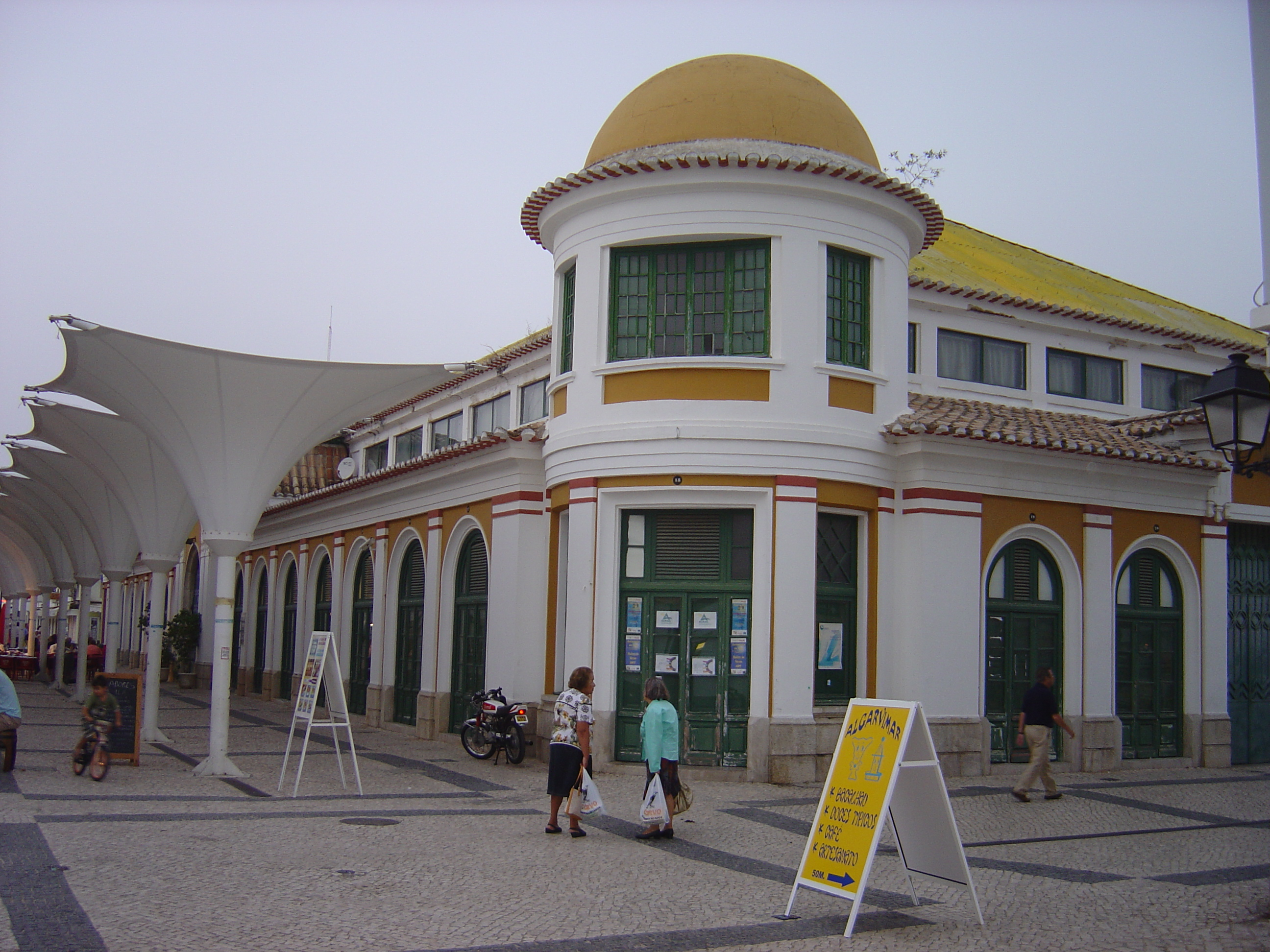
Улочки города.
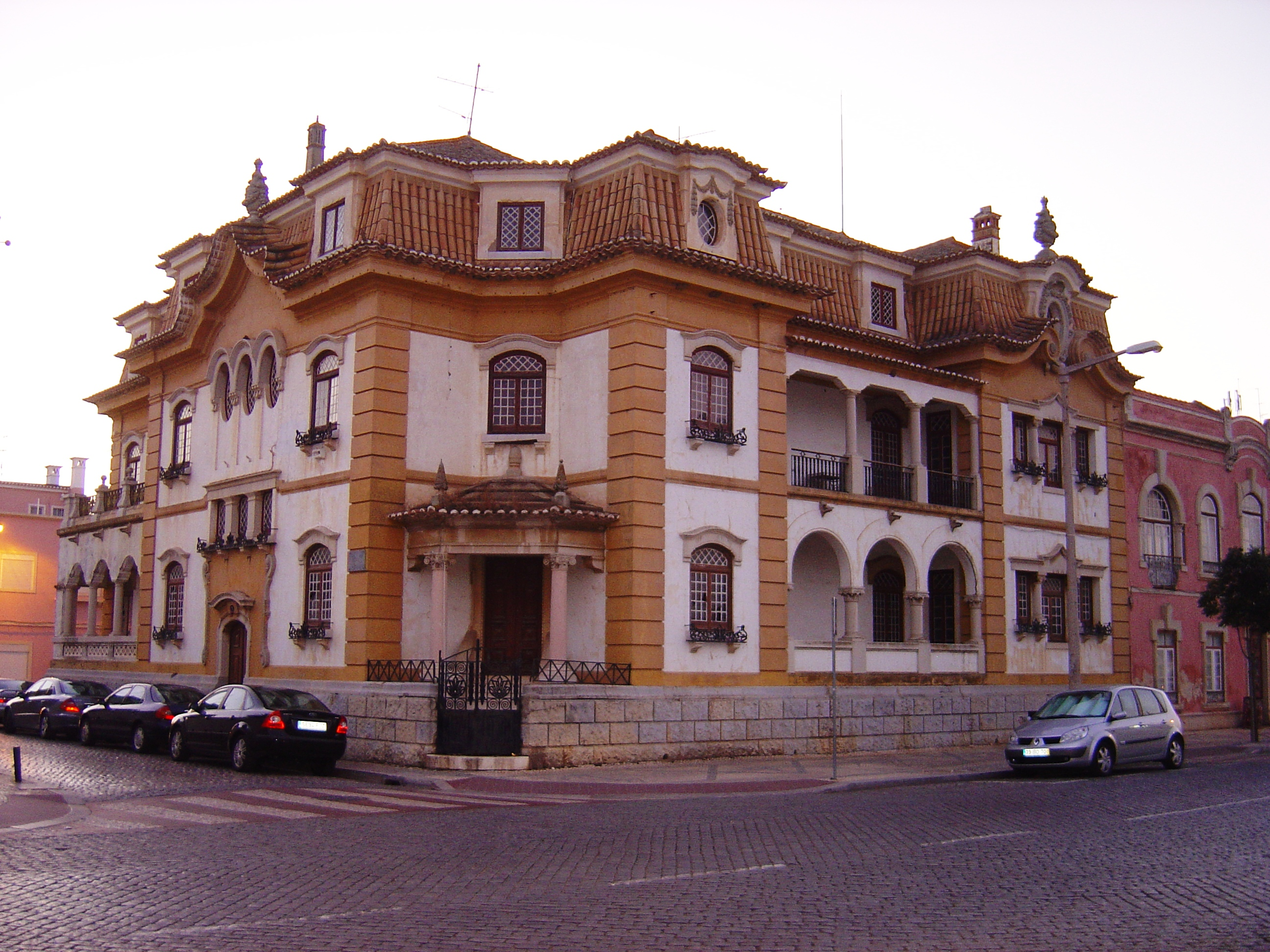
Дом в Вила-Реал-ди-Санту-Антониу.
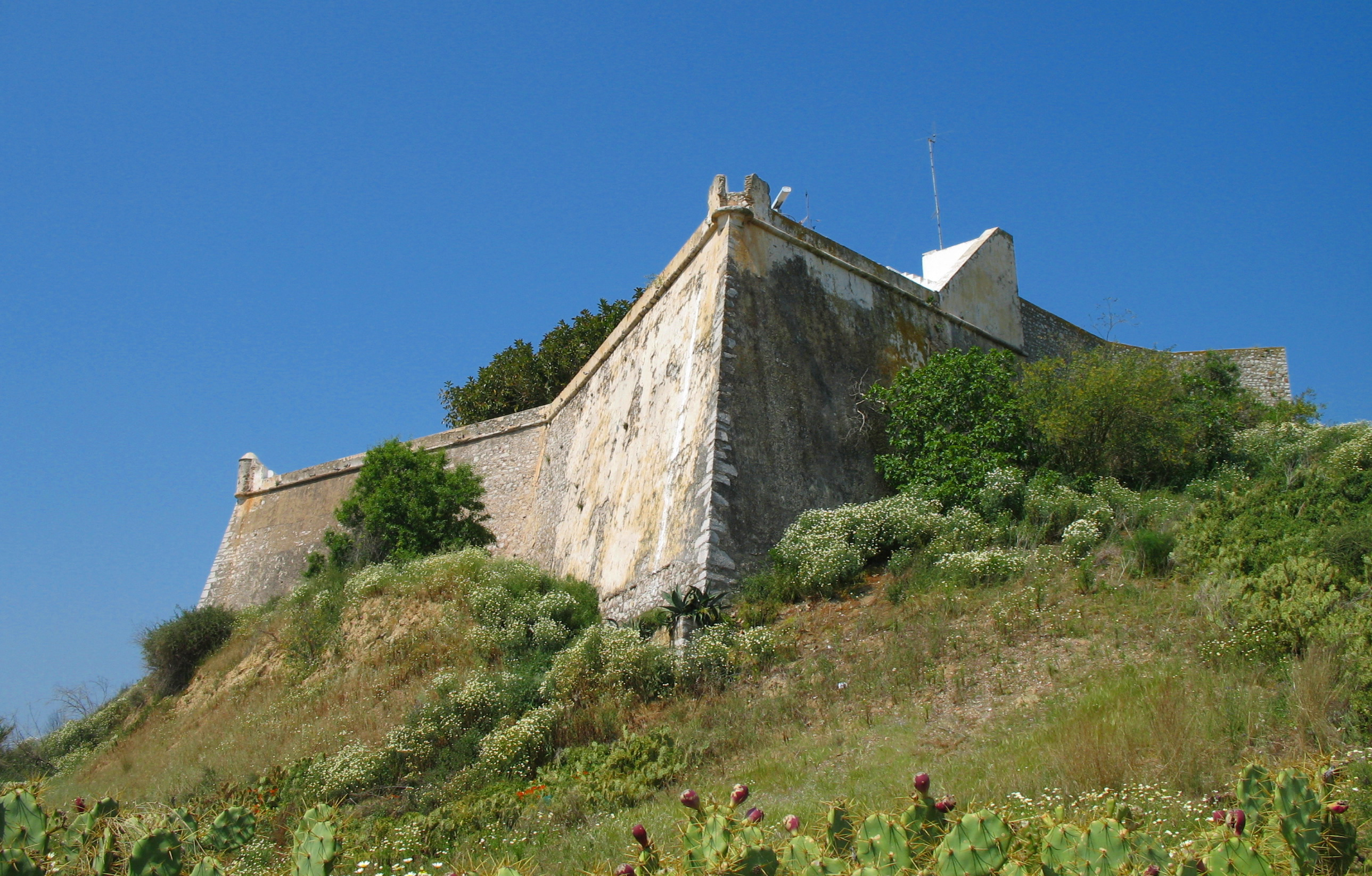
Замок Касела-Велья.
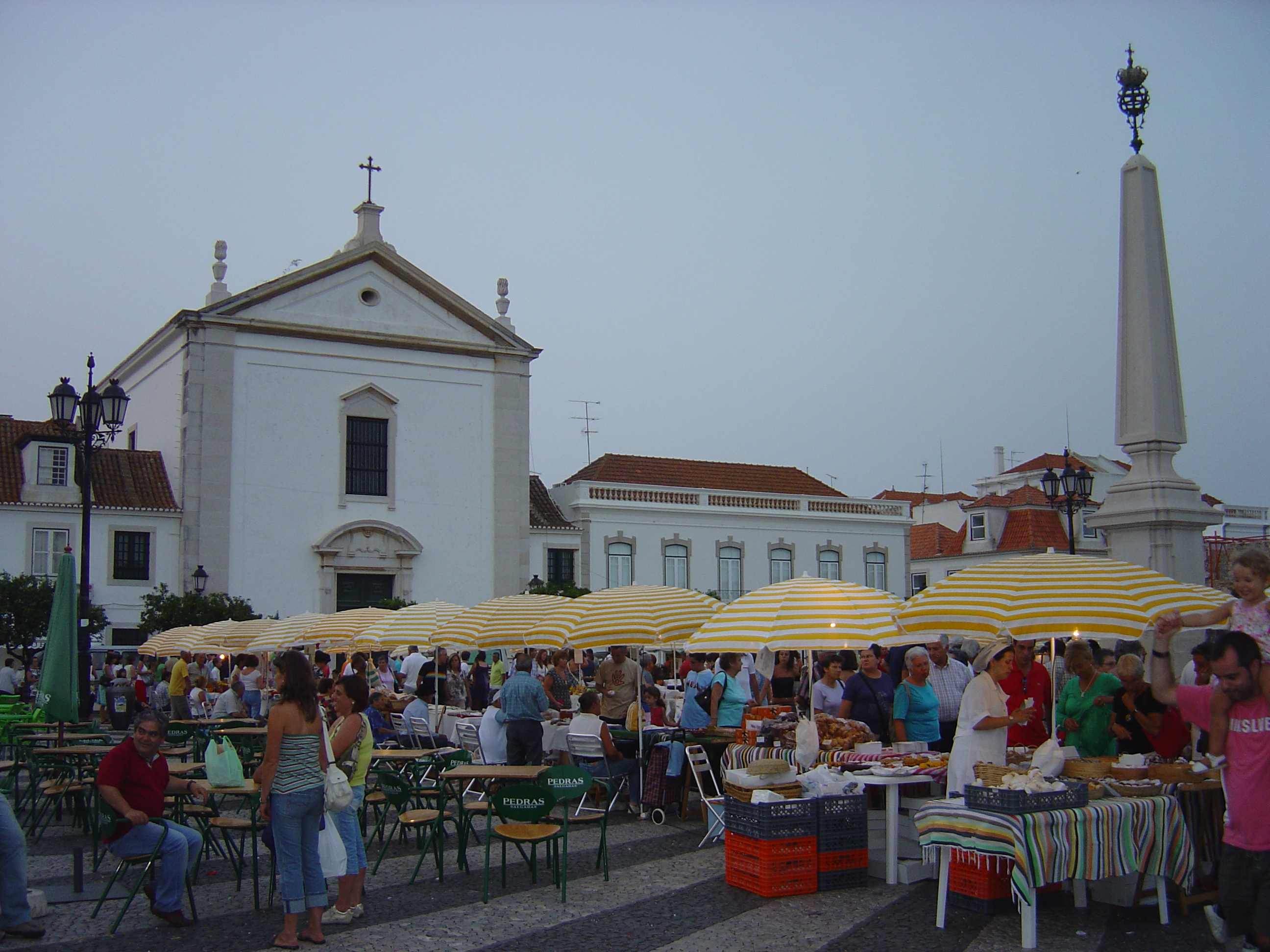
Торговля процветает.
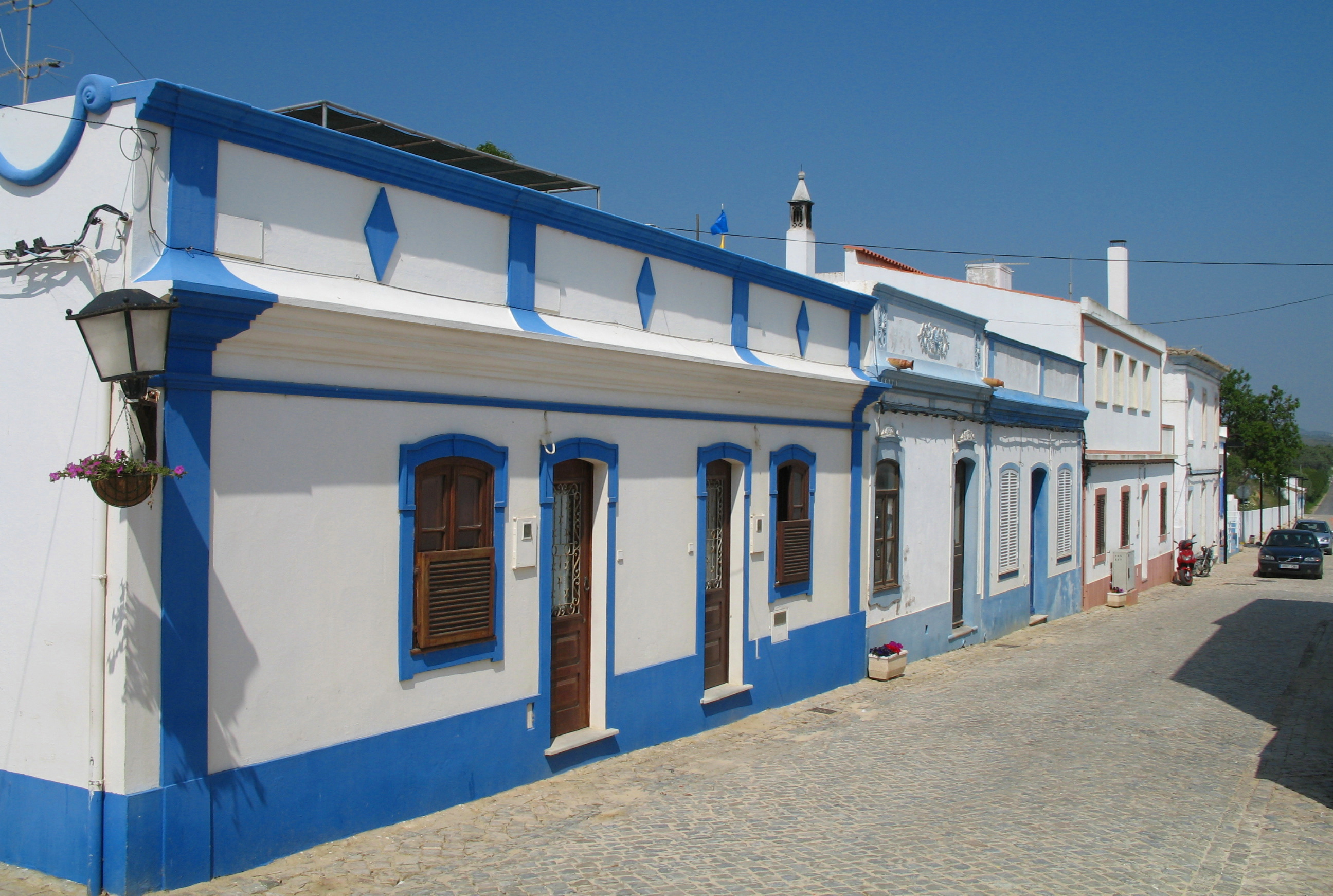
В Касела-Велья.
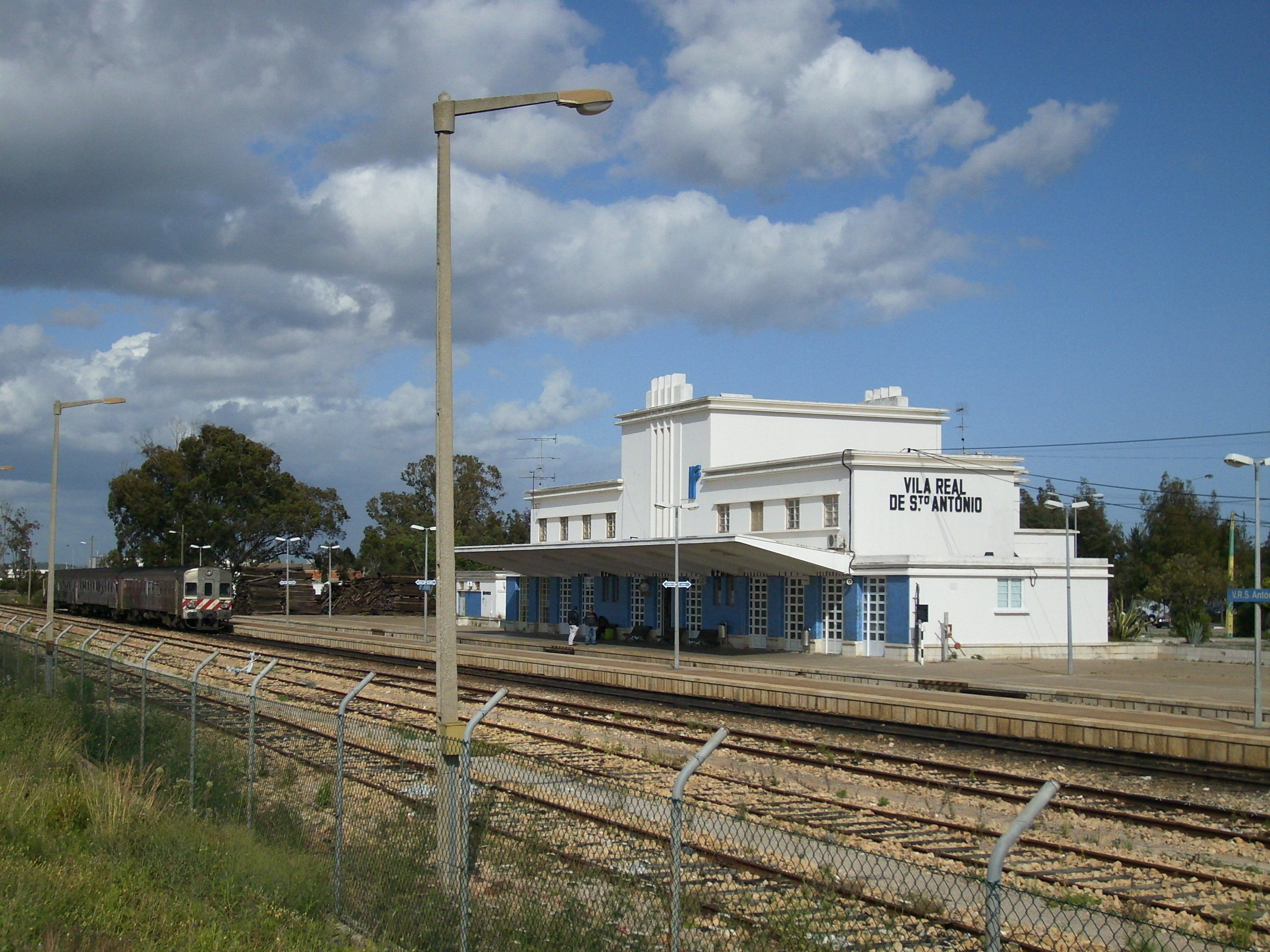
Βοκзал
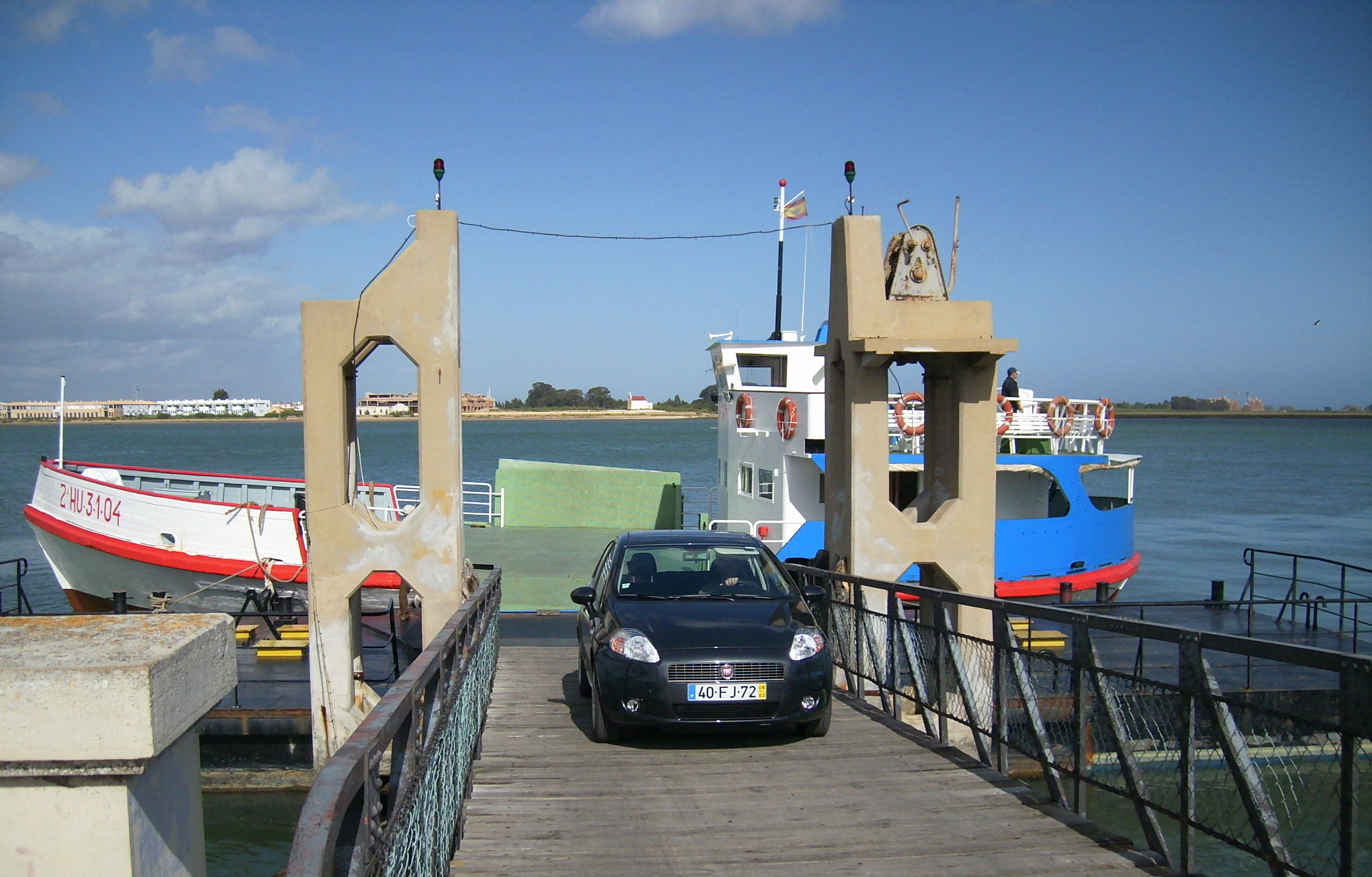
Πapoм

## Известные уроженцы
- Альварес Дюмон, Сесар (1866—1945)  — испанский художник.